# Martigny-Courpierre
Martigny-Courpierre är en kommun i departementet Aisne i regionen Hauts-de-France i norra Frankrike. Kommunen ligger  i kantonen Craonne som ligger i arrondissementet Laon. År 2022 hade Martigny-Courpierre 135 invånare.

## Befolkningsutveckling
Antalet invånare i kommunen Martigny-Courpierre
Referens: INSEE